# 劉氏 (苟金龍妻)
刘氏，北魏女性人物，平原郡（今山东省聊城市东北）人。嫁给苟金龙为妻，是廷尉少卿刘叔宗的姐姐。
魏宣武帝时，苟金龙为梓潼郡太守，兼任郡带关城戍主，南梁萧衍派军围攻，当时苟金龙患有疾病，不能主持军务，大家都很危惧。刘氏于是率领督促城民，修理战具，一夜而成。拒战有百余日，士兵死伤过半。戍副高景暗中准备叛逆，刘氏将他斩杀，还有其党羽数十人。她让剩下的将士，分穿衣物减少食粮，劳逸相同，大家无不畏威怀德。井在外城，被敌人占据，城中绝水，渴死之人很多。刘是召集长幼，劝喻忠节，相率告天，一起号叫，不久下雨。刘氏命人拿出公私布绢及至身上衣服，悬在城中，把它们绞干取水，所有容器都拿来储藏。于是人心更加稳定。益州刺史傅竖眼将至，梁军退散。傅竖眼叹异，上奏其事，被宣武帝嘉赏。正光年间，赏平昌县开国子，邑二百户，授给其子苟庆珍，两个儿子都得到官职。苟庆珍去世，子苟纯陀袭爵。北齐受禅，爵位按例而降。苟庆珍弟苟孚，武定末年，官至仪同开府司马。